# Jon Aberasturi
Jon Aberasturi Izaga (* 28. März 1989 in Vitoria-Gasteiz) ist ein spanischer Radrennfahrer.

## Sportlicher Werdegang
Jon Aberasturi wurde 2006 spanischer Vizemeister im Straßenrennen der Juniorenklasse. 2010 bis 2012 fuhr er für das spanische UCI Continental Team Orbea Continental, ein Farmteam des UCI ProTeams Euskaltel-Euskadi. Er gewann 2011 beim Grande Prémio da Costa Azul die Auftaktetappe und belegte in der Gesamtwertung den dritten Platz. Er wechselte 2013 zum ProTeam und wurde beim Klassiker Paris-Tours Achter. Nachdem Euskaltel Euskadi seine Aktivitäten einstellte, fuhr Aberasturi zwei Jahre bei kleineren Mannschaften ohne besondere Erfolge. In den Jahren 2016 und 2017 war er beim japanischen Continental Team Ukyo unter Vertrag und gewann insgesamt zehn Tagesabschnitte bei Etappenrennen der UCI Asia Tour. Im Jahr 2018 gewann er für das spanische UCI Professional Continental Team Euskadi Basque Country-Murias eine Etappe und die Punktewertung der Vuelta a Aragón.
Zur Saison 2019 wurde Aberasturi Mitglied im spanischen Team Caja Rural-Seguros RGA, für das er gleich im ersten Jahr den Circuito de Getxo gewann. In jeder Saison gewann er auch eine Etappe bei einer Rundfahrt, zuletzt 2021 bei der Slowenien-Rundfahrt. Zudem nahm er jedes Jahr an der Vuelta a España teil und erzielte mehrfach Top-10-Platzierungen im Massensprint.
Nach drei Jahren bei Caja Rural-Seguras verließ er zur Saison 2022 das Team und wechselte in die UCI WorldTour zum Team Trek-Segafredo, wo der dritte Etappenplatz zum Auftakt der Baskenland-Rundfahrt 2023 sein bestes Resultat war.
Nach zwei sieglosen Saisonen wechselte Jon Aberasturi im Jahr 2024 zum baskischen UCI ProTeam Euskaltel-Euskadi.

## Erfolge
2011
- eine Etappe Grande Prémio da Costa Azul

2014
- Mannschaftszeitfahren Tour de Gironde

2016
- eine Etappe Tour de Korea
- Punktewertung Tour de Kumano
- Prolog Tour de Hokkaidō

2017
- eine Etappe und Punktewertung Tour of Thailand
- eine Etappe Tour of Japan
- zwei Etappen Tour de Korea
- zwei Etappen Tour of Qinghai Lake
- eine Etappe Tour of Taihu Lake
- eine Etappe Tour of Hainan

2018
- eine Etappe und Punktewertung Vuelta Aragón

2019
- eine Etappe und Punktewertung Boucles de la Mayenne
- Circuito de Getxo
- eine Etappe Vuelta a Burgos

2020
- eine Etappe Tour de Hongrie

2021
- eine Etappe Slowenien-Rundfahrt

## Grand-Tour-Platzierungen
| Grand Tour            | 2018 | 2019 | 2020 | 2021 | 2022 | 2023 | 2024 |
| --------------------- | ---- | ---- | ---- | ---- | ---- | ---- | ---- |
| Giro d’ItaliaGiro     | –    | –    | –    | –    | –    | –    | –    |
| Tour de FranceTour    | –    | –    | –    | –    | –    | –    | –    |
| Vuelta a EspañaVuelta | 146  | 140  | 117  | 132  | –    | –    | DNF  |